# P35-8
P35-8 – ósmy w kolejności amerykański satelita pogodowy tajnej serii Program 35, poprzednika programu DMSP. Wyniesiony na orbitę 18 czerwca 1964 razem z P35-9.
Statek krążył po orbicie synchronicznej ze Słońcem. Był stabilizowany obrotowo (12 obr./min.).
Na pokładzie statku znajdował się system zobrazowania sytuacji meteorologicznej w postaci kamery telewizyjnej typu Vidicon (ogniskowa 12,5 mm, rozdzielczość 5,5-7,5 km) i radiometru podczerwonego do pomiaru zawartości pary wodnej w atmosferze.
Główna stacja odbioru danych znajdowała się w pobliżu bazy sił powietrznych Loring. Dane były opracowywane przez Air Weather Service's Air Force Global Weather Central w bazie sił powietrznych Offut AFB, w stanie Nebraska.
Satelita pozostaje na orbicie, której trwałość szacowana jest na 500 lat.